# Чорнодубська сільська рада
Чорнодубська сільська рада — колишня адміністративно-територіальна одиниця та орган місцевого самоврядування у Троянівському районі Волинської округи Української СРР з адміністративним центром у селі Чорнодуб.

## Населені пункти
Сільській раді на час ліквідації були підпорядковані населені пункти:
- с. Червона Града;
- с. Чорнодуб.

## Населення
Кількість населення ради станом на 1923 рік становила 1 191 особу, кількість дворів — 230.

## Історія та адміністративний устрій
Створена 1923 року в складі сіл Червона Града та Чорнодуб Троянівської волості Житомирського повіту Волинської губернії. 7 березня 1923 року включена до складу новоутвореного Троянівського району Житомирської (згодом — Волинська) округи.
Станом на 1 вересня 1946 року в списку сільських рад не значилася.